# Margole
Margole is een plaats in het Poolse district  Biłgorajski, woiwodschap Lublin. De plaats maakt deel uit van de gemeente Aleksandrów en telt 23 inwoners.